# Patricia Ann Wainwright
Patricia Ann Wainwright   (Stoke-on-Trent, 7 d'abril de 1942) coneguda com Patricia Ann Hopkins, Lady Hopkins, és una arquitecta anglesa. L'any 1994, juntament amb el seu soci Michael Hopkins, van rebre el premi de la Medalla d'Or del RIBA.

## Primers anys
Hopkins va néixer a Stoke on Trent, Staffordshire, filla de Shelagh (de soltera Barry, (1909-2003) i Denys Wainwight (1908-2008)). Tots dos van ser metges, i per part del pare, el seu avi era arquitecte i la seva àvia, metgessa general.
Hopkins va estudiar al' internat Wycombe Abbey a Buckinghamshire. L'anyEl 1959, després de considerar una carrera en ciències, va optar per fer l'examen d'ingrés a l'Architectural Association School of Architecture de Londres, convertint-se en una de les cinc dones a la classe de 50 estudiants.
Als 20 anys es va casar amb un altre estudiant d'AA, Michael Hopkins a Newcastle-under-Lyme. Van viure a Suffolk fins al 1970, any en què van mudar al nord de Londres.

## Trajectòria
Va treballar per a Frederick Gibberd durant un any d'interrupció als seus estudis. Després de graduar-se, Hopkins va dirigir la seva pròpia oficina d'arquitectura durant vuit anys i el 1976 va fundar Hopkins Architects juntament amb el seu marit. Des dels inicis de la societat es van destacar amb obres i projectes on l'alta tecnologia va ocupar un rol preponderant en resolucions constructives i expressives.
Actualment, l'oficina està integrada per Patricia i Michael Hopkins i sis socis sènior. La seu central és a Marylebone, on treballen més de vuitanta professionals. Hi ha una segona seu a Dubai i oficines de projecte a Tòquio, Xangai i Múnic.
Hopkins Architects ha estat guardonat amb múltiples classificacions BREEAM i LEED Platinum i els seus treballs compleixen amb les certificacions ISO 9001.2008 i ISO 14001.2004.

## Reconeixements
Els seus projectes van ser guardonats nombroses vegades. El projecte per a la seu de WWF-UK, Living Planet Centre va ser reconegut amb els Premis a la Innovació de British Council for Offices i el premi BREEAM, tots dos l'any 2015.
El projecte London 2012 Velodrome va ser reconegut com a edifici de l'any 2011 per AJ100, va obtenir el premi Stirling People's Choice 2011.
L'any 1994, l'equip va ser guardonat amb la Medalla d'Or del Royal Institute of British Architects (RIBA). Patty Hopkins és membre honorari de l'Institut Reial d'Arquitectes a Escòcia (RIAS) des del 1996 i de l' Institut Americà d'Arquitectes (AIA) des del 1997.

## Llista d'obres

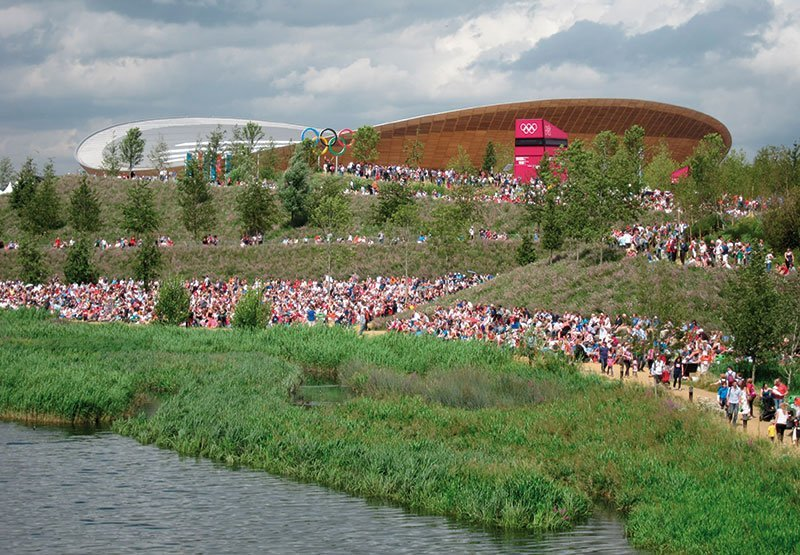
London 2012 Velodrome

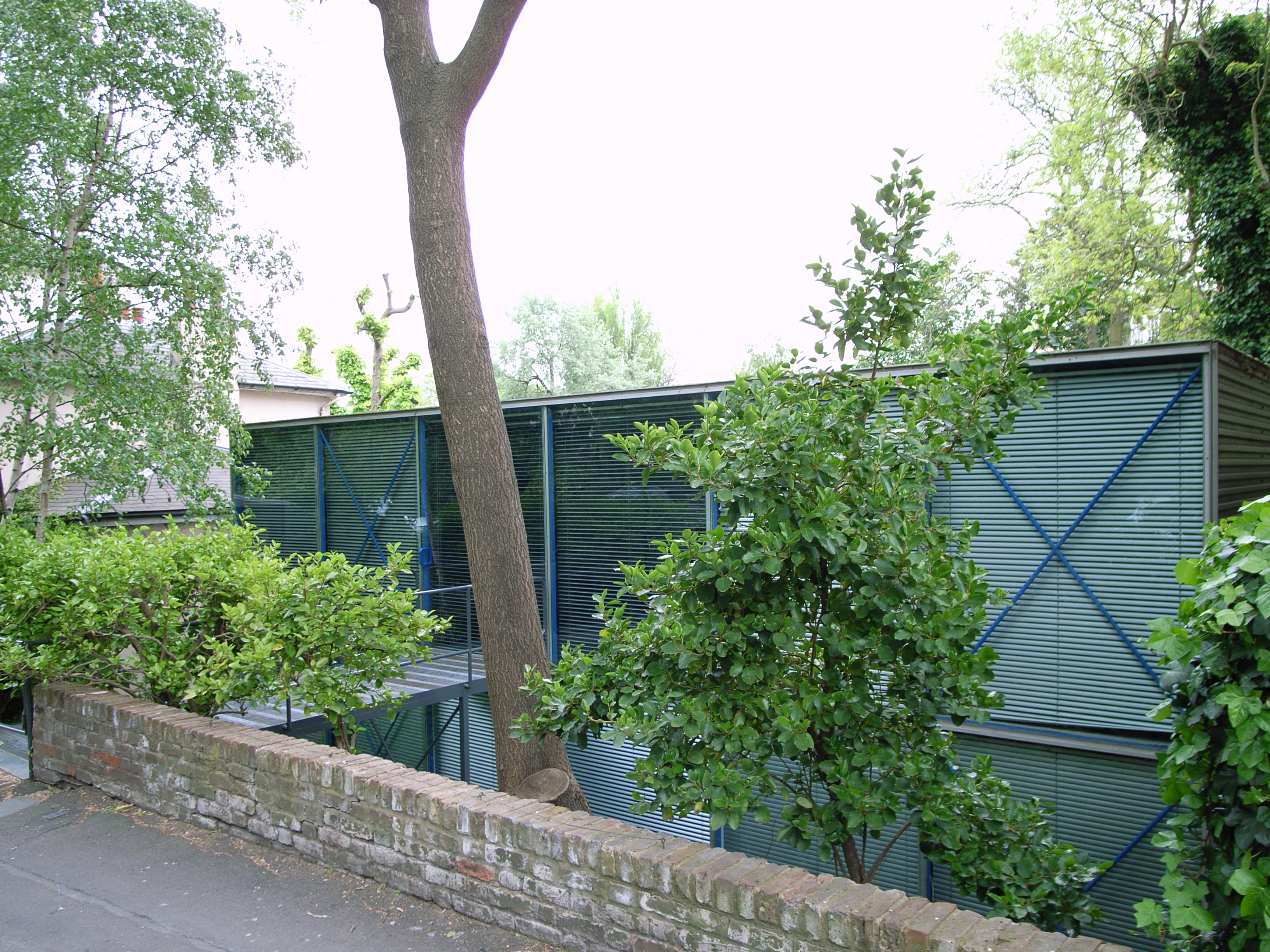
Casa Hopkins a Hampstead, Londres (1976) pels arquitectes Michael i Patrícia Hopkins.

- Hospital St Tomas, Ala Est, Londres, Regne Unit (2015)[7]
- Escola Bryanston: Escola de Música Tom Wheare, Dorset, Regne Unit (2014)[8]
- Centre Cívic de Brent, Londres, Regne Unit (2013)[9]
- WWF-UK, Living Planet Centre, Londres, Regne Unit (2013)[10]
- University of East London : Stratford Library, Londres, Regne Unit (2013)[11]
- St George's Chapel, Great Yarmouth, Regne Unit (2012)[12]
- Estadi Maharashtra Cricket Association, Pune, Índia (2012)[13]
- University College Hospital Macmillan Cancer Centre, Londres, Regne Unit (2012)[14]
- London 2012 Velodrome, Londres, Regne Unit (2011)[15]
- Universitat Rice: South Colleges, Houston, Texas, USA (2010)[16]
- Universitat Rice: Duncan and McMurtry Colleges, Houston, Texas, USA (2010)[17]
- Universitat de Princeton: Laboratori Frick Chemistry, Nova Jersey, USA (2010)[18]
- Norwich Cathedral Hostry, Norwich, Regne Unit (2009)[19]
- Universitat de Nottingham Trent : Edificis Newton and Arkwright, Nottingham, Regne Unit (2009)[20]
- Universitat Yale: Kroon Hall, School of Forestry &amp; Environmental Studies, New Haven, Connecticut, USA (2009)[21]
- Centre Financer Internacional de Dubai: Gate Village, Dubai, UAE (2008)[22]
- Lawn Tennis Association : National Tennis Centre, Roehampton, Regne Unit (2007)[23]
- Wellcome Trust : Wellcome Collection, Londres, Regne Unit (2007)[24]
- Hospital Pediàtric Evelina, Londres, Regne Unit (2006)[25]
- Wellcome Trust : Gibbs Building, Londres, Regne Unit (2004)[26]
- Norwich Cathedral Refectory, Norwich, Regne Unit (2004)[27]
- Casa Portcullis, New Parliamentary Building, Londres, Regne Unit (2001)[28]
- Estació de Subterrani, Londres, Regne Unit (2001)[29]
- The Forum, Norwich, Regne Unit (2001)[30]
- Universitat de Nottingham: Jubilee Campus, Nottingham, Regne Unit (1999)[31]
- Our Dynamic Earth, Edinburgh, Regne Unit (1999)[32]
- Universitat de Cambridge: Edifici de la Reina, Emmanuel College, Cambridge, Regne Unit (1995)[33]
- Masterplan del Museu Victoria and Albert Museum, Londres, Regne Unit (1993)[34]
- Centre Inland Revenue, Nottingham, Regne Unit (1994)[35]
- Casa de l'Òpera Glyndebourne, Sussex, Regne Unit(1994)[36]
- Casa Bracken, Londres, Regne Unit (1992)[37]
- Lord's Cricket Ground : Mound Stand, Londres, Regne Unit (1987)[38]
- Centre de Recerca Schlumberger, Cambridge, Regne Unit(1982 – 1985)
- Casa Hopkins, Londres, Regne Unit (1976)[39]

## Controvèrsia
El gener del 2014, Patty Hopkins va estar involucrada en un escàndol mediàtic i discriminatori, quan la BBC de Londres va “retocar” una imatge fotogràfica per promocionar la sèrie The Brits Who Built the Modern World (Els britànics que van construir al Món Modern). A la imatge original, havien estat retratats el matrimoni Hopkins, Norman Foster, Richard Rogers, Nicholas Grimshaw i Terry Farrell en una exhibició de la RIBA.
La mateixa fotografia va ser utilitzada per encapçalar el tercer episodi de la sèrie, però la figura de Patty Hopkins va ser “remoguda”, en una clara elecció de focalització per fer destacar el gènere masculí com el “constructor del món modern”.